# ریپانگ
ریپانگ (به صربی: Ripanj) یک منطقهٔ مسکونی در صربستان است که در Voždovac واقع شده‌است. ریپانگ ۷۹٫۷۰ کیلومتر مربع مساحت و ۱۱٬۰۱۸ نفر جمعیت دارد.